# Abdesselem Regragui
Abdesselem Regragui (in arabo عبد السلام ركراكي‎?; Rabat, 1939) è un ex ginnasta marocchino.
Ha partecipato ai Giochi di Roma 1960, gareggiando, sia nelle competizioni a squadre, che in quelle individuali, in varie specialità.